# Шоп
Шоп (њем. Schopp) општина је у њемачкој савезној држави Рајна-Палатинат. Једно је од 50 општинских средишта округа Кајзерслаутерн. Према процјени из 2010. у општини је живјело 1.461 становника. Посједује регионалну шифру (AGS) 7335204.

## Географски и демографски подаци
Шоп се налази у савезној држави Рајна-Палатинат у округу Кајзерслаутерн. Општина се налази на надморској висини од 220 метара. Површина општине износи 11,4 km². У самом мјесту је, према процјени из 2010. године, живјело 1.461 становника. Просјечна густина становништва износи 129 становника/km².